# Radio Salzburg
Radio Salzburg ist das vom ORF betriebene Regionalradio für Salzburg im Rahmen des Senders Österreich 2 (Österreich-Regional). Die Sendungen des ORF Salzburg werden im Landesstudio Salzburg in Salzburg produziert und abgewickelt. Das Musikschema beinhaltet vorwiegend Evergreens, Schlager sowie Volksmusik und volkstümliche Musik. Zur halben Stunde gibt es jeweils Regional-, zur vollen Weltnachrichten. Der – vergleichsweise hohe – Informationsgehalt bezieht sich vor allem auf das Bundesland Salzburg und Österreich.
Direktorin des Landesstudios Salzburg ist seit 1. Jänner 2022 Waltraud Langer. Programmchef ist Christopher Pöhl.

## Geschichte

Altes Logo

Der Sender wurde im Jahr 1960 als zweites Radioprogramm gegründet, nachdem die Technische Zentrale von der Stadt Salzburg auf den nahen Gaisberg gezogen war.
1989 war Radio Salzburg das meistgehörte Landesprogramm in Österreich mit einem Marktanteil von 55 %. Mittlerweile erreicht der Marktanteil nur mehr um die 30 %.

## Reichweite
Radio Salzburg ist einer der meistgehörten Landessender des ORF.
Er erfreut sich auch in Bayern besonderer Beliebtheit, v. a. als Alternative zu Bayern 1.
In Deutschland kann man Radio Salzburg wegen des leistungsstarken Senders Gaisberg und seiner sehr exponierten Lage bis weit ins Land hinein hören. So kann bei sehr gutem Wetter etwa der gesamte Osten und Südosten des Freistaates Bayern abgedeckt werden. Bei Föhn reicht das Sendegebiet sogar ins Altmühltal.
Im Bundesland Salzburg ist es das Programm mit der zweithöchsten Einschaltquote, bei der Zielgruppe „35+“ hat Radio Salzburg die höchste Einschaltquote. Radio Salzburg ist besonders in der Stadt Salzburg die Nr. 1, höheren Anteil hat nur Ö3.
Der einzige Konkurrent im Land Salzburg ist auf privatrechtlicher Ebene die Antenne Salzburg.

## Programm
Das aktuelle Programmschema besteht aus einer Mischung von Musik, Nachrichten, Service, Sport, Kultur und Talkradio mit dem Schwerpunkt auf der Region Salzburg und dessen Einzugsgebiet. Neben der Musik liegt der Fokus im Programm auf einer breiten Berichterstattung über Themen aus den Bereichen Gesellschaft, Unterhaltung, Sport, Politik, Kultur und Religion. Die zuständigen Redakteure haben die Möglichkeit, live ins Programm einzusteigen und so über aktuelle Geschehnisse vor Ort zu berichten.

### Musik
Der Sender spielt Hits der 1960er, 1970er, 1980er und 1990er Jahre sowie Austropop-Hits. Beliebt ist auch die Sendung „Guat aufg'legt“ mit echter unverfälschter Volksmusik, Montag bis Freitag von 18.00 bis 20.00 Uhr. Das Programm richtet sich an die Zielgruppe ab 35 Jahren aus der Region Salzburg und den Nachbarregionen in Deutschland (Bayern) und benachbarten Bundesländern wie Steiermark, Oberösterreich, Tirol und Kärnten.

### Nachrichten
Radio Salzburg präsentiert zu jeder vollen Stunde 24/7 Weltnachrichten, die Informationen aus Österreich und der Welt beinhalten. Zu jeder halben Stunde liefert der Sender einen zirka zweiminütige „Salzburg Aktuell Kurz Information“ – ein regionaler Nachrichtenüberblick. Zusätzlich sendet Radio Salzburg von Montag bis Samstag um 06:30, 07:30, 08:30, 12:30 und 17:30 Uhr bzw. am Sonntag um 07:30, 08:30, 12:30 und 17:30 Uhr das „Salzburg aktuell“-Journal, welches ca. sechs Minuten lang ist.

### Service
Jeweils zur vollen und halben Stunde bietet Radio Salzburg Wetter- und Verkehrsinformationen. Zusätzlich findet zweimal täglich ein Liveeinstieg (10:40 Uhr und 15:40 Uhr) der Salzburger Wetterdienststelle Geosphere Austria statt.

### Mittagsglocken
Für alle diejenigen, die die Mittagsglocken während des Tages nicht hören können, übertragen die ORF-Regionalradios täglich um 12.00 Uhr Geläut aus einer der zahlreichen Kirchenhäuser in Österreich, verbunden mit einer Kurzinformation zum jeweiligen Sakralbau und zu seinen Glocken. Anschließend folgt das Mittagsjournal.

### Sendeschema
| Uhrzeit       | Montag                               | Dienstag                             | Mittwoch                             | Donnerstag                           | Freitag                              |
| ------------- | ------------------------------------ | ------------------------------------ | ------------------------------------ | ------------------------------------ | ------------------------------------ |
| 06:00 – 09:00 | Guten Morgen Salzburg                | Guten Morgen Salzburg                | Guten Morgen Salzburg                | Guten Morgen Salzburg                | Guten Morgen Salzburg                |
| 09:00 – 12:00 | Ihr Vormittag                        | Ihr Vormittag                        | Ihr Vormittag                        | Ihr Vormittag                        | Ihr Vormittag                        |
| 12:00 – 13:00 | Mahlzeit Salzburg                    | Mahlzeit Salzburg                    | Mahlzeit Salzburg                    | Mahlzeit Salzburg                    | Mahlzeit Salzburg                    |
| 13:00 – 14:00 | Mittagszeit – Ihr Radio zum Mitreden | Mittagszeit – Ihr Radio zum Mitreden | Mittagszeit – Ihr Radio zum Mitreden | Mittagszeit – Ihr Radio zum Mitreden | Mittagszeit – Ihr Radio zum Mitreden |
| 14:00 – 18:00 | Ihr Nachmittag                       | Ihr Nachmittag                       | Ihr Nachmittag                       | Ihr Nachmittag                       | Ihr Nachmittag                       |
| 18:00 – 21:00 | Guat aufg'legt                       | Guat aufg'legt                       | Guat aufg'legt                       | Guat aufg'legt                       | Guat aufg'legt                       |
| 21:00 – 22:00 | Alte Liebe                           | Alte Liebe                           | Alte Liebe                           | Alte Liebe                           | Alte Liebe                           |
| 22:00 – 24:00 | Musik zum Träumen                    | Musik zum Träumen                    | Musik zum Träumen                    | Musik zum Träumen                    | Musik zum Träumen                    |
| 24:00 – 06:00 | Musikrevue                           | Musikrevue                           | Musikrevue                           | Musikrevue                           | Musikrevue                           |

| Uhrzeit       | Samstag                                 | Sonntag                   | Feiertag                           |
| ------------- | --------------------------------------- | ------------------------- | ---------------------------------- |
| 00:00 – 06:00 | Musikrevue                              | Musikrevue                | Musikrevue                         |
| 06:00 – 08:00 | Guten Morgen Salzburg                   | Da bin I dahoam           | Feiertags Fruah                    |
| 08:00 – 09:00 | Guten Morgen Salzburg                   | Radio Salzburg Café       | Radioschätze                       |
| 09:00 – 10:00 | Guten Morgen Salzburg                   | Radio Salzburg Café       | Radioschätze                       |
| 10:00 – 11:00 | Ihr Samstag                             | Gottesdienst              | Gottesdienst                       |
| 11:00 – 12:00 | Ihr Samstag                             | Frühschoppen              | Frühschoppen                       |
| 12:00 – 13:00 | Ihr Samstag                             | Ihr Sonntag               | Ihr Feiertag                       |
| 13:00 – 14:00 | Ihr Samstag                             | Ihr Sonntag               | Ihr Feiertag                       |
| 13:00 – 17:00 | Ihr Samstag                             | Ihr Sonntag               | Ihr Feiertag                       |
| 17:00 – 18:00 | Ihr Samstag                             | Schlagerparty             | Ihr Feiertag                       |
| 18:00 – 19:00 | Jukebox                                 | „Immer wieder Österreich“ | Blickwinkel – Gedanken am Feiertag |
| 19:00 – 20:00 | Forchers Zeitmaschine                   | Kultursonntag             | Alte Liebe                         |
| 20:00 – 21:00 | Forchers Zeitmaschine                   | Alte Liebe                | Alte Liebe                         |
| 21:00 – 22:00 | Zugabe – Das Radio Salzburg Livekonzert | Musikrevue                | Musikrevue                         |
| 22:00 – 24:00 | Hitpanorama                             | Musikrevue                | Musikrevue                         |

### Die Moderatoren
| Moderator         | Bereich, Sendung                                                                      |
| ----------------- | ------------------------------------------------------------------------------------- |
| Katharina Garzuly | Mittagszeit, Salzburg heute                                                           |
| Valerie Gros      | Guten Morgen Salzburg (Wetter, Verkehr, Co-Moderation), Ihr Vormittag, Ihr Nachmittag |
| Marius Holzer     | Mittagszeit, Salzburg heute                                                           |
| Manuel Horeth     | Guten Morgen Salzburg am Samstag                                                      |
| Gabi Kerschbaumer | Radio Salzburg Cafe, Ihr Vormittag                                                    |
| Iris Köck         | Ihr Nachmittag                                                                        |
| Andreas Landrock  | Mittagszeit, Salzburg heute                                                           |
| Harald Manzl      | Ihr Vormittag, Mittagszeit, Salzburg heute                                            |
| Lukas Möschl      | Ihr Vormittag, Ihr Nachmittag                                                         |
| Rafael Obermaier  | Guten Morgen Salzburg, Ihr Vormittag, Ihr Nachmittag, Schlagerparty                   |
| Katharina Schaber | Mittagszeit, Salzburg heute                                                           |
| Claudia Schneider | Guten Morgen Salzburg (Wetter, Verkehr, Co-Moderation)                                |
| Carina Schwab     | Ihr Vormittag, Ihr Nachmittag                                                         |
| Viola Wörter      | Mittagszeit, Salzburg heute                                                           |
| Wolfgang Zanon    | Guten Morgen Salzburg, Schlagerparty                                                  |